# ステファノ・デシモーニ
ステファノ・デシモーニ（Stefano Desimoni、1988年4月12日 - ）は、イタリア共和国エミリア＝ロマーニャ州パルマ県パルマ出身のプロ野球選手(外野手)。現在は、イタリアンベースボールリーグのリミニ・ベースボールクラブに所属している。

## 経歴

### プロ入り前
1988年4月12日に、イタリアのエミリア＝ロマーニャ州パルマ県パルマで生まれる。
2003年から2004年は、地元のパルマのジュニア・パルマ・ベースボール・クラブでプレーしていた。

### プロ入りとパルマ時代
2005年に、イタリアンベースボールリーグのパルマ・ベースボールクラブと契約を結びプロ入りを果たした。
この年は、33試合に出場し、打率294、0本塁打、9打点、30安打、3盗塁を記録した。
2006年は、43試合に出場し、打率209、0本塁打、11打点、31安打、7盗塁を記録した。
2007年は、32試合に出場し、打率295、0本塁打、6打点、23安打、2盗塁を記録した。
2008年は、35試合に出場し、打率214、0本塁打、6打点、21安打、3盗塁を記録した。
2009年は、36試合に出場し、打率274、0本塁打、9打点、29安打、2盗塁を記録した。
2010年は、39試合に出場し、打率258、0本塁打、13打点、34安打、7盗塁を記録した。
また7月には、第31回ヨーロッパ野球選手権大会のイタリア代表に選出された。
2011年は、41試合に出場し、打率305、0本塁打、9打点、47安打、9盗塁を記録した。
2012年は、41試合に出場し、打率283、1本塁打、15打点、47安打、7盗塁を記録した。
また9月には、第32回ヨーロッパ野球選手権大会のイタリア代表に選出された。
2013年開幕前の3月には、第3回WBCのイタリア代表に選出された。
シーズンでは、41試合に出場し、打率396、0本塁打、19打点、36安打、5盗塁を記録した。
2014年は、20試合に出場し、打率307、0本塁打、13打点、23安打、3盗塁を記録した。同年限りで退団した。
9月1日には、第33回ヨーロッパ野球選手権大会のイタリア代表に選出されたことが発表された。

### リミニ時代
2015年開幕前の2月17日に、「GLOBAL BASEBALL MATCH 2015 侍ジャパン 対 欧州代表」の欧州代表に選出されたことが発表された。3月10日の第1戦、3月11日の第2戦に「9番 中堅手」で先発出場した。
シーズンでは、リミニ・ベースボールクラブへ移籍する。オフの10月23日に、第1回WBSCプレミア12のイタリア代表選手28名に選出されたことが発表された。

## 選手としての特徴
- 2005年デビュー以降、パルマ・ベースボールクラブのみでプレーしておりフランチャイズ・プレイヤーであった[10]が2015年からはリミニベースボールクラブでプレーする。
- コースに逆らわず打ち返す打撃技術をもっている[10]。
- 打球判断に優れた外野守備をもっている[10]。

## 詳細情報

### 代表歴
- 2010年ヨーロッパ野球選手権利大会
- 2012年ヨーロッパ野球選手権大会イタリア代表
- 2013 ワールド・ベースボール・クラシック・イタリア代表
- 2014年ヨーロッパ野球選手権大会イタリア代表
- 2015 WBSCプレミア12 イタリア代表